# Мовіліца (Бузеу)
Мовіліца (рум. Movilița) — село у повіті Бузеу в Румунії. Входить до складу комуни Седжата.
Село розташоване на відстані 106 км на північний схід від Бухареста, 20 км на схід від Бузеу, 82 км на південний захід від Галаца, 130 км на південний схід від Брашова.

## Населення
За даними перепису населення 2002 року у селі проживали 22 особи, усі — румуни. Усі жителі села рідною мовою назвали румунську.